# Ford Capri (Australie)

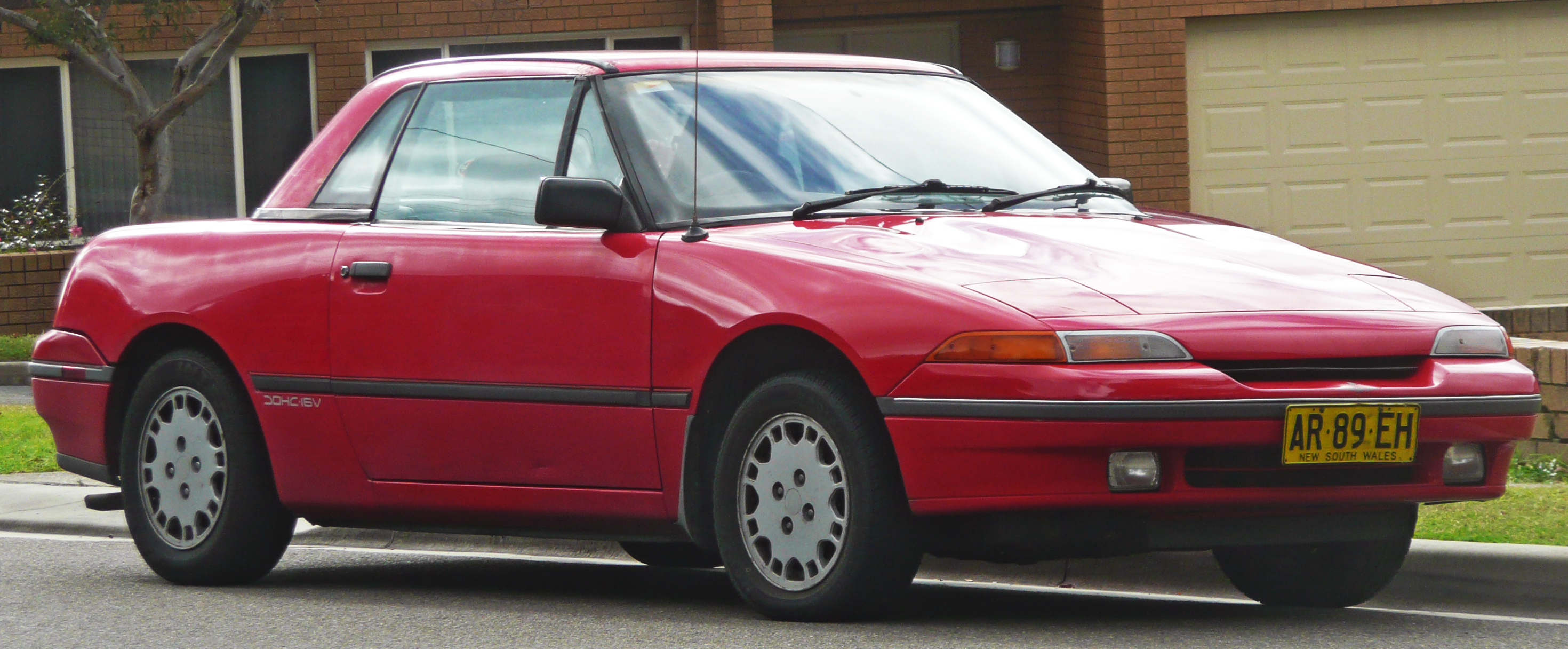
Une Ford Capri rouge convertible

Cet article concerne la Ford Capri australienne construite entre 1989 et 1994. Pour la voiture européenne, y compris celles assemblées par Ford Australie, voir Ford Capri.
La Ford Capri (SA30) est une automobile qui a été produite par Ford Australie de 1989 à 1994. Le lancement de la voiture a marqué le renouveau du nom Ford Capri, précédemment utilisé par Ford Europe de 1969 à 1986 et par la division Mercury de Ford USA sur la Mercury Capri à plate-forme Fox de 1979 à 1986.
La Capri australienne, nom de code SA30, était un cabriolet d'entrée de gamme, basé sur la mécanique des moteurs de la Mazda 323 dont Ford Australie utilisait également dans la Ford Laser. Elle avait une carrosserie conçue par Ghia et un intérieur conçu par ItalDesign. Lors du développement de la Capri, Mazda développait la Mazda MX-5, un véhicule qui, bien que considérablement plus cher, était généralement considéré comme son concurrent direct. Contrairement à la MX-5, la Capri était une 2+2 plutôt qu'une stricte biplace.

## Histoire
La Capri de construction australienne était principalement destinée à l'exportation vers les États-Unis. Les exportations ont commencé en 1991, sous le nom de Mercury Capri. Quand la voiture était neuve, elle avait une réputation de mauvaise fiabilité, bien que beaucoup existent encore aujourd'hui, peut-être en raison de la robustesse de la mécanique de la Laser/323 sur laquelle elle était basée. En particulier, le toit de la Capri était sujet aux fuites, en raison de l'utilisation de matériaux de mauvaise qualité; bien que Ford ait rapidement résolu le problème, la mauvaise réputation de la voiture est restée. En conséquence, la MX-5 était confortablement plus populaire, d'autant plus que cette voiture était à propulsion et que les passionnés étaient sceptiques quant à la configuration de traction avant utilisée par la Capri.
Deux modèles étaient initialement proposés dans la gamme Capri : un modèle de base, avec un moteur 4 cylindres en ligne B6-2E SOHC de 1,6 L qui produisait 61 kW (82 ch ; 83 PS) et un modèle turbocompressé, qui utilisait un moteur 4 cylindres en ligne B6T DOHC de 1,6 L qui produisait 100 kW (134 ch; 136 PS). Le modèle de base était disponible avec une transmission manuelle à 5 vitesses ou une transmission automatique à 3 vitesses, tandis que le modèle turbocompressé n'avait que la boîte de vitesses manuelle. En 1990, l'unité B6D DOHC à aspiration naturelle de 1,6 L, qui produisait 75 kW (101 ch; 102 PS), a été ajoutée à la gamme, et c'était le seul moteur disponible en 1991.
Pour 1992, la Capri a été mise à jour et a reçu le nom de code SC; le moteur turbo a également été rajouté à la gamme. Un niveau de finition XR2 a également été introduit pour les deux moteurs, tandis que la finition de base du modèle avec moteur à aspiration naturelle a été renommée Barchetta et que la finition de base du modèle avec moteur turbo a été renommée Clubsprint. En 1993, la Capri a été de nouveau mise à jour, et cette fois elle a reçu le nom de code SE. La production a pris fin en 1994, après qu'un total de 66 279 Capri cabriolets aient été construits; 10 347 d'entre eux étaient des modèles à conduite à droite destinés au marché de l'Océanie et de l'Asie du Sud-Est. 9 787 Capri ont été vendues en Australie, tandis que les Capri restantes avec conduite à droite sont allées en Nouvelle-Zélande et en Asie du Sud-Est.
La Capri de 1989-94 a été évaluée dans les évaluations de sécurité des voitures d'occasion 2006 comme offrant une protection «Pire que la moyenne» à ses occupants en cas d'accident.